# 極惡頑暴
《極惡頑暴》（日语：極悪がんぼ，「がんぼ」為廣島方言，標準語為「やんちゃ」，意為「調皮」）是由田島隆創作、東風孝廣繪製的日本漫畫。於講談社2001年創刊的雜誌「Evening」上連載，至2009年的第15期結束連載。單行本共16集。
2009年的第21期及2013年的第19期上連載續集「激昂頑暴」，2013年的第21期起開始連載「頑暴－浪速惡道篇」（がんぼ－ナニワ悪道編）。

## 漫畫版登場人物
神崎守
原為秦秘密探偵事務所的員工，之後到本目湖保全公司任職。
金子千秋
秦秘密探偵事務所的前員工，神崎的前輩。
冬月啓
秦秘密探偵事務所的勤務。
夏目大作
秦秘密探偵事務所的勤務。
秦光浩
秦秘密探偵事務所所長。
古市和磨
神崎的拜把兄弟。
茸本長三
神崎在本目湖保全公司的同事。
暮田餅
在藝南市經營建設公司。
錢畑
藝南市議會的議員。
尾手盛
藝南市公所的都市計畫課長。

## 電視劇
2014年4月14日起，每週一晚間9:00－9:54於富士電視台的「富士電視台月9時段」播出。由初次在民營電視台連續劇擔任主角的尾野真千子主演。漫畫版主角為男性（神崎守），電視劇版改為女性（神崎薰），故事舞台為虛構的都市金暮市。本劇的宣傳標語為「（這些傢伙全都是敵人）」緯來日本台近期引進該劇，劇名譯為《極惡鮮女》，2014年4月19日起，每周六晚間10點在台灣播出。

### 劇情概要
這是一個關於解決地下錢莊、詐欺等社會黑暗面問題，交雜著仁義、背叛、詐欺等複雜情感的社會寫實故事…
小薰的母親因餐廳資金周轉不靈而跳票，自小就過著窮苦的生活。他謹記著母親的教誨，深信著金錢並非一切，人與人之間的交流才是最重要的。為了擺脫貧窮，她只能努力工作…
前男友因為偽造信用卡惹出大麻煩，因為善良的小薰將所有存款借給他，使得窮神再次找上她。負債累累的她，走投無路之下結識了「小清水經營顧問」的人，為了還債，她只得踏入極惡世界的不歸路…　

### 登場人物

#### 小清水經營顧問事務所
- 神崎薰：尾野真千子（9歳：石井心愛）
- 冬月啓：椎名桔平
- 金子千秋：三浦友和
- 夏目大作：竹内力
- 抜道琢己：板尾創路
- 小清水元：小林薫

小清水經營顧問事務所所長。

#### 小清水經營顧問事務所的顧客
- 卷上輝男：宇梶剛士

巻上金融社長。
- 豐臣嫌太郎：宮藤官九郎

法律事務所律師。

#### 小酒吧「真矢樫」
- 真矢樫桐子（[注 1]，緯來譯名）：仲里依紗

替小清水經營顧問介紹委託人的小酒吧媽媽桑。
- 茸本和磨：三浦翔平

小薰的前男友，在小酒吧打工。

#### 其他人物
- 伊集院保：小田切讓

刑警，冬月的前部下。

### 各集登場人物

#### 第1集
- 矢敷聰美：夏菜

因嗜玩小鋼珠成癮最終破產的女子，對神崎薰謊稱是因為男友發生交通事故而負債，神崎薰為了解救聰美，因而捲入小清水經營顧問事務所。
- 龜津井太郎：勝村政信

因刷爆信用卡而借了800萬圓。以父親經營的公司名義，將自宅指定為都市開發用地。
- 怒突工事：中野英雄

怒突建設社長。

#### 第2集
- 誘利毒子：梶芽衣子

誘利金融公司的社長。
- 橋吳勇美：笹野高史

橋吳印刷廠的社長。
- 沌面太郎：田窪一世

沌面補習班的負責人。
- 東山：木下芳加

個人電腦製造商課長。沌面的債権人。
- 日之出：有薗芳記

個人電腦租賃公司課長。沌面的債権人。
- 瀬古：鎌田雅弘

家具零售商副課長。沌面的債権人。
- 漏田：掛田誠

漏田電器的社長。沌面的債権人。
- 愛染驗子：和希沙也

冬月經營的風俗「LOVE FLAG」從業員。
- 甲斐集太郎：加山到

金暮地方裁判所執行官。

#### 第3集
- 飛驒林五郎：要潤

底抜建設營業推廣部課長。
- 地揚四郎：拉沙爾石井（搞笑藝人）

不動産公司負責人。
- 飛驒（世州）滿利子：貓背椿

林五郎的妻子。家暴受害者，常被林五郎打的鼻青臉腫。
- 世州腹久郎：石井愃一

滿利子的父親。金暮縣議會議員。
- 五露巻一郎：野添義弘

五露巻土木工程公司的社長。
- 吹鳥：朝倉伸二

底抜建營業推廣部部長。飛驒的上司。
- 猿渡：末吉同學（搞笑藝人）

縣政府職員。

#### 第4集
- 跳田鐵男：石井正則

保證人代辦公司「鬣狗（ハイエナ）」社長。夏目的兒時玩伴。
- 桃尻花瑠子：井上和香

大安融資公司事務員，高利的愛人。
- 高利十一：楨田運動（マキタスポーツ）

大安融資公司社長。
- 藤原鎌一：酒井敏也

#### 第5集
- 鬼切虎子：室井滋（第4集）

鬼切經營顧問社長，喜歡穿和服。該公司以大阪為主要據點，最近在金暮市開設分店、刻意與小清水經營顧問競爭。
- 名真津滑男：兼子清

名真津屋社長。
- 鬼切政夫：山下健二郎

鬼切的兒子。
- 下鷹今日子：松尾麗子

金子的青梅竹馬，俱樂部的媽媽桑。
- 難波美代子：山口香緒里

拔道的前妻。
- 堺：信仔小池（搞笑團體「千鳥」）

拔道任職市公所時期的後輩。
- 薮中英二：村松和輝（第4集）
- 蛇塚五郎：内田讓（第4集）

以上2人為鬼切的部下。

#### 第6集
- 犬神廣明：國村隼

金暮縣警察警務部部長。
- 諸子氏武：綾小路翔

牛郎店「騎士團」社長。茸本飆車族時代的前輩。
- 投遣健介：今井雅之

投遣警備保障（保全公司）社長。以百分之60的股票作為擔保，請冬月代為向卷上借款。
- 蟹股歩：濱田晃

收受犬神政治獻金的國會議員。
- 岩猿耕助：山本浩司

蟹股的秘書。
- 武井壯：本人飾演

投遣警備保障的代言人。
- 赤蛇：井上浩

#### 第7集－第8集
- 本真雄作：平田滿（第7集）

本真商事社長。被鼠商事倒債，因而向兒時玩伴金子求救。
- 本真志保：朝加真由美

本真的妻子。與本真高中時代相識，之後二人結婚。
- 小林春男：志賀廣太郎

本真商事専務。
- 吉良隼人：袴田吉彦

破綻銀行本店融資課行員。本真商事的實際負責人。
- 轟琢朗：佐戸井憲太

金暮縣議會議員。
- 鼠小太郎：半海一晃（第7集）

鼠商事社長。將所有不動産改由外甥的名義持有，為了確保自身財産而申請破産。
- 植原希：阿部真美

吉良的部下。
- 破綻恒吉：佐野史郎

破綻銀行總行常務。
- 吉野千明：小泉今日子（特別演出）（第7集）[5]

JMT電視台編成製作局戲劇製作部副部長兼製作人。
- 狸太郎：春海四方（第8集）

在破綻親戚經營的「野呂間食品」裡任職經理部部長，負責所有勤務。

#### 第9集
- 天枝史郎：片岡鶴太郎

太郎的父親。脱光寺住持。該寺廟有300年悠久歷史，幾乎可列入重要文化財。
- 天枝太郎：六角慎司

因經營不善而背負600萬元債務的酒吧老闆。
- 茶柱辰造：矢柴俊博

脱光寺的在家修行僧侶。御子柴電機商品企畫部員工。太郎小學時代的同學。
- 惠瀨：加藤歩（搞笑團體「Xabungle」）

在葬儀社替往生者超渡的僧侶。
- 天枝麻未：宮内梢

太郎的妻子。
- 五味：田上博

古董店店主。
- 天枝一郎：須田琉雅
- 天枝綾：須田理央

以上2人為太郎的兒子及女兒。
- 拔道剛：古城戸雄多

#### 第10集－完結篇
- 錢山貞夫：武田鐵矢

民民黨議員。
- 金市厚夫：阿南健治（第10集）

金市商事社長。
- 白崎憲二：篠井英介

警視廳公安部。
- 柘植口辰也：高橋光臣

錢山議員的秘書。
- 伊香佐間太郎：金山一彦（第10集）

伊香佐間經營顧問社長。
- 毒田：岡森諦

毒田診所院長。
- 溫斯頓（James Winston）：歐文斯（John Owens）（第10集）

「Ally&Gibson」公司日本分公司社長。
- 禿高義男：武田義晴（完結篇）

禿高企業公司社長。
- 久利生公平：木村拓哉（特別客串）（完結篇）

東京地檢署城西分署所屬檢察官。

## 片尾
每集片尾，板尾創路皆以劇中人物「抜道琢己」的身分出現，提醒收看者注意事項，「非當事人以獲得報酬之目的介入他人之糾紛者，屬於違法行為」，「此為電視劇。內容觸及許多法律議題，真正違法會遭到逮捕。當然，亦要小心勿成為被害者」。

## 製作團隊
- 原作：田島隆、東風孝廣《極惡頑暴》（講談社「Evening」）
- 劇本：泉吉紘
- 主題曲：氣志團《喧嘩上等》（日本愛貝克思音樂）
- 製作人：後藤博幸、草谷大輔
- 導演：河毛俊作、林徹、石井祐介
- 製作：富士電視台戲劇製作部

## 節目的變遷
| 日本富士電視台 週一晚間九點連續劇          | 日本富士電視台 週一晚間九點連續劇    | 日本富士電視台 週一晚間九點連續劇 |
| ------------------------------------------ | ------------------------------------ | --------------------------------- |
|                                            | 極惡頑暴 （2014.04.14 - 2014.06.23） |                                   |
| 失戀巧克力職人 （2014.01.13 - 2014.03.24） | HERO 2 （2014.07.14 - 2014.09.22）   |                                   |

| 緯來日本台 星期六 晚上10點（與日本同季集首播） | 緯來日本台 星期六 晚上10點（與日本同季集首播） | 緯來日本台 星期六 晚上10點（與日本同季集首播） |
| ---------------------------------------------- | ---------------------------------------------- | ---------------------------------------------- |
|                                                | 極惡鮮女 （2014.04.19－2014.06.28）            |                                                |
| 醫龍4 （2014.01.18－2014.04.05）               | 日本第一女社長（21:00-23:25） （2014.07.05）   |                                                |

| 香港 Now觀星台 和風周末 星期六 22:00 - 23:00 · 11月21日 22:00 - 23:15 · 1月16日 22:15- 23:15 | 香港 Now觀星台 和風周末 星期六 22:00 - 23:00 · 11月21日 22:00 - 23:15 · 1月16日 22:15- 23:15 | 香港 Now觀星台 和風周末 星期六 22:00 - 23:00 · 11月21日 22:00 - 23:15 · 1月16日 22:15- 23:15 |
| -------------------------------------------------------------------------------------------- | -------------------------------------------------------------------------------------------- | -------------------------------------------------------------------------------------------- |
|                                                                                              | 極惡頑暴 （2015.11.21 - 2016.01.30）                                                         |                                                                                              |
| 零的真實 （2015.09.26 - 2015.11.14）                                                         | 無痛 - 診療之眼 （2016.02.06 - 2016.04.09）                                                  |                                                                                              |

## 外部連結
- 富士電視台－極惡頑暴（日語）
- 緯來日本台－極惡鮮女 （页面存档备份，存于）